# Mohammed Aliyu Datti
Mohammed Aliyu Datti (* 14. března 1982 Makada) je bývalý nigerijský fotbalový útočník, který v mladí hrál za italský klub AC Milán. V sezoně 1998/99 získal titul.

## Úspěchy

### Klubové
- 1× vítěz 1. italské ligy (1998/99)
- 1× vítěz 2. italské ligy (2002/03)